# Steingruben
Steingruben ist ein Ortsteil der Ortsgemeinde Dielkirchen im rheinland-pfälzischen Donnersbergkreis. Bis 1969 war er eine selbständige Gemeinde.

## Lage
Der Ort liegt im Nordpfälzer Bergland nördlich der Kerngemeinde und wird von der Alsenz durchflossen unweit der Gemarkungsgrenze zu Bayerfeld-Steckweiler. Am südlichen Rand des Siedlungsgebiets mündet der Giebelsbach in die Alsenz.

## Geschichte
Im Mittelalter war der Ort zunächst Bestandteil der Herrschaft Stolzenberg. Diese ging in der Folgezeit in gemeinschaftlichen Besitz der Grafschaft Falkenstein und Pfalz-Zweibrücken über, bis letztere die Herrschaft ganz übernahmen. Ab 1782 sie wiederum Bestandteil des vorderösterreichischen Oberamt Winnweiler. Von 1798 bis 1814, als die Pfalz Teil der Französischen Republik (bis 1804) und anschließend Teil des Napoleonischen Kaiserreichs war, war Steingruben in den Kanton Rockenhausen eingegliedert. 1815 gehörte der Ort zunächst erneut zu Österreich. Ein Jahr später wurde er Bayern zugeschlagen. Von 1818 bis 1862 war Steingruben Bestandteil des Landkommissariat Kirchheim, das anschließend in ein Bezirksamt umgewandelt wurde. Um 1865 hatte das Dorf Steingruben 172 Einwohner und 39 Gebäude, 137 Einwohner waren protestantisch und gehörten zur Pfarrei Dielkirchen, die 35 Katholiken waren nach Bayerfeld eingepfarrt.
Am 1. Dezember 1900 wechselte die Gemeinde in das neu geschaffene Bezirksamt Rockenhausen. 1928 hatte Steingruben 99 Einwohner, die in 25 Wohngebäuden lebten.  Sowohl die Katholiken als auch die Protestanten gehörten seinerzeit zur Pfarrei von Dielkirchen. Ab 1938 war der Ort Bestandteil des Landkreises Rockenhausen. Nach dem Zweiten Weltkrieg wurde Steingruben innerhalb der französischen Besatzungszone Teil des damals neu gebildeten Landes Rheinland-Pfalz. 1961 lebten Ort genau wie 1928 99 Menschen. Im Zuge der ersten rheinland-pfälzischen Verwaltungsreform wurde Steingruben am 7. Juni 1969 in den Nachbarort Dielkirchen eingemeindet. Gleichzeitig wechselte der Ort in den neu geschaffenen Donnersbergkreis.

## Infrastruktur
Der Ort besteht lediglich aus zwei Straßen. Mit einem Wohnhaus aus dem Jahr 1821 und einem Portal von 1602 – beide in der Alsenzstraße befindlich – existieren vor Ort insgesamt zwei Objekte, die unter Denkmalschutz stehen. Durch den Ort verläuft die Bundesstraße 48. Obwohl die in den Jahren 1870 und 1871 eröffnete Alsenztalbahn den Ort passiert, besaß dieser nie einen Bahnhalt. Die nächstgelegenen Bahnstationen Dielkirchen und Bayerfeld-Cölln wurden nach dem Zweiten Weltkrieg mangels Rentabilität aufgegeben. Unmittelbar parallel zur Bahnstrecke verläuft westlich von dieser in Nord-Süd-Richtung der Alsenz-Radweg.

## Weinbau
Steingruben besitzt eine lange Weinbautradition; seit 1971 ist der Ort trotz seiner Lage in der Pfalz Bestandteil des Weinanbaugebiets Nahe. Auch heute gibt es mit dem Weingut Hermann Steitz noch einen Winzer vor Ort. Auf der Einzellage Steckweiler Mittelberg wird auf einer Fläche von etwa sechs Hektar überwiegend Weißwein angebaut. Der Weinberg ist einer der letzten nach mittelalterlichen Sinne gepflanzten in Deutschland.